# خطوط النيجر الجوية
خطوط النيجر الجوية (بالإنجليزية: Niger Airlines)‏ هو شركة طيران ومقرها يقع في نيامي. تأسست شركة الطيران في عام 2012 لتحل محل الخطوط الجوية النيجيرية (بالإنجليزية: Air Niger)‏. بدأت خدماتها في عام 2014. يقع مركزها الرئيسي في مطار ديوري حماني الدولي. لا ينبغي الخلط بينه وبين خطوط النيجر الجوية (بالإنجليزية: Niger Airways)‏، ومقرها نيامي أيضا.

## الأماكن
تخدم خطوط النيجر الجوية حاليًا أربع وجهات محلية من مطار ديوري حماني.

## الأسطول

### الأسطول الحالي
اعتبارًا من أغسطس 2019، يتكون أسطول خطوط النيجر الجوية من الطائرات التالية:
| الطائرات | في الخدمة | الطلبات | الراكب | الملاحظات                                      |
| -------- | --------- | ------- | ------ | ---------------------------------------------- |
| فوكر 50  | 2         | 0       |        | تأجير شامل للخدمة من الخطوط الجوية الفلسطينية. |
| المجموع  | 2         | 0       |        |                                                |

### أسطول متقاعد
- إيرباص إيه 320-200
- إيه تي آر 72-200
- إيه تي آر 72-500

| الطائرات      | سريع | أدخلت | متقاعد | ملاحظات |
| ------------- | ---- | ----- | ------ | ------- |
| بوينج 737-200 | 1    | 2014  | 2015   | مؤجر    |